# Lista chorążych reprezentacji Saint Lucia na igrzyskach olimpijskich
Lista chorążych reprezentacji Saint Lucia na igrzyskach olimpijskich – lista zawodników i zawodniczek reprezentacji Saint Lucia, którzy podczas ceremonii otwarcia nowożytnych igrzysk olimpijskich nieśli flagę Saint Lucia.

## Chronologiczna lista chorążych
| Lp. | Rok i miejsce | Chorąży           | Dyscyplina    |
| --- | ------------- | ----------------- | ------------- |
| 1   | 1996, Atlanta | Michelle Baptiste | lekkoatletyka |
| 2   | 2000, Sydney  | Dominic Johnson   | lekkoatletyka |
| 3   | 2004, Ateny   | Zepherinus Joseph | lekkoatletyka |
| 4   | 2008, Pekin   | Levern Spencer    | lekkoatletyka |
| 5   | 2012, Londyn  | Levern Spencer    | lekkoatletyka |
| 6   | 2016, Rio     | Levern Spencer    | lekkoatletyka |